# كافيستراو
كافيستراو (بالإنجليزية: Cavistrau)‏ هو أحد جبال سلسلة جبال الألب غلاروس ويقع في كانتون غراوبوندن في سويسرا. يحتل المرتبة رقم 111 في قائمة جبال سويسرا من حيث الارتفاع، إذ يبلغ ارتفاعه حوالي 3252 متر، بينما يبلغ ارتفاع نتوء الجبل 448 متر، هذا وقد سجل أول وصول لقمة الجبل عام 1865.